# Meslay-du-Maine
Pour les articles homonymes, voir Meslay.
Meslay-du-Maine [mɛlɛ dy mɛn] est une commune française, située dans le département de la Mayenne en région Pays de la Loire, peuplée de 2 784 habitants.
La commune fait partie de la province historique du Maine, et se situe dans le Bas-Maine.

## Géographie
Meslay-du-Maine est située à 22 km au sud-est de Laval et à 22 km au nord-ouest de Sablé-sur-Sarthe. Grez-en-Bouère est à 9 km et l'A 81 à 15 km.

### Communes limitrophes
| Arquenay, Le Bignon-du-Maine | Arquenay, Saint-Denis-du-Maine | Saint-Denis-du-Maine |
| Le Bignon-du-Maine           | Meslay-du-Maine                | La Cropte            |
| Saint-Charles-la-Forêt       | Saint-Charles-la-Forêt         | Le Buret             |

### Climat
Pour des articles plus généraux, voir Climat des Pays de la Loire et Climat de la Mayenne.
En 2010, le climat de la commune est de type climat océanique altéré, selon une étude du CNRS s'appuyant sur une série de données couvrant la période 1971-2000. En 2020, Météo-France publie une typologie des climats de la France métropolitaine dans laquelle la commune est exposée à un climat océanique et est dans la région climatique  Moyenne vallée de la Loire, caractérisée par une bonne insolation (1 850 h/an) et un été peu pluvieux. 
Pour la période 1971-2000, la température annuelle moyenne est de 11,3 °C, avec une amplitude thermique annuelle de 13,9 °C. Le cumul annuel moyen de précipitations est de 739 mm, avec 12,2 jours de précipitations en janvier et 6,5 jours en juillet. Pour la période 1991-2020, la température moyenne annuelle observée sur la station météorologique de Météo-France la plus proche, sur la commune de Grez-en-Bouère à 9 km à vol d'oiseau, est de 12,0 °C et le cumul annuel moyen de précipitations est de 740,5 mm,. Pour l'avenir, les paramètres climatiques de la commune estimés pour 2050 selon différents scénarios d'émission de gaz à effet de serre sont consultables sur un site dédié publié par Météo-France en novembre 2022.

## Urbanisme

### Typologie
Au 1er janvier 2024, Meslay-du-Maine est catégorisée bourg rural, selon la nouvelle grille communale de densité à sept niveaux définie par l'Insee en 2022.
Elle appartient à l'unité urbaine de Meslay-du-Maine, une unité urbaine monocommunale constituant une ville isolée,. Par ailleurs la commune fait partie de l'aire d'attraction de Laval, dont elle est une commune de la couronne,. Cette aire, qui regroupe 66 communes, est catégorisée dans les aires de 50 000 à moins de 200 000 habitants,.

### Occupation des sols
L'occupation des sols de la commune, telle qu'elle ressort de la base de données européenne d’occupation biophysique des sols Corine Land Cover (CLC), est marquée par l'importance des territoires agricoles (89,2 % en 2018), en diminution par rapport à 1990 (92,3 %). La répartition détaillée en 2018 est la suivante :
terres arables (44,4 %), prairies (42,5 %), zones urbanisées (8 %), espaces verts artificialisés, non agricoles (2,8 %), zones agricoles hétérogènes (2,3 %). L'évolution de l’occupation des sols de la commune et de ses infrastructures peut être observée sur les différentes représentations cartographiques du territoire : la carte de Cassini (XVIIIe siècle), la carte d'état-major (1820-1866) et les cartes ou photos aériennes de l'IGN pour la période actuelle (1950 à aujourd'hui).

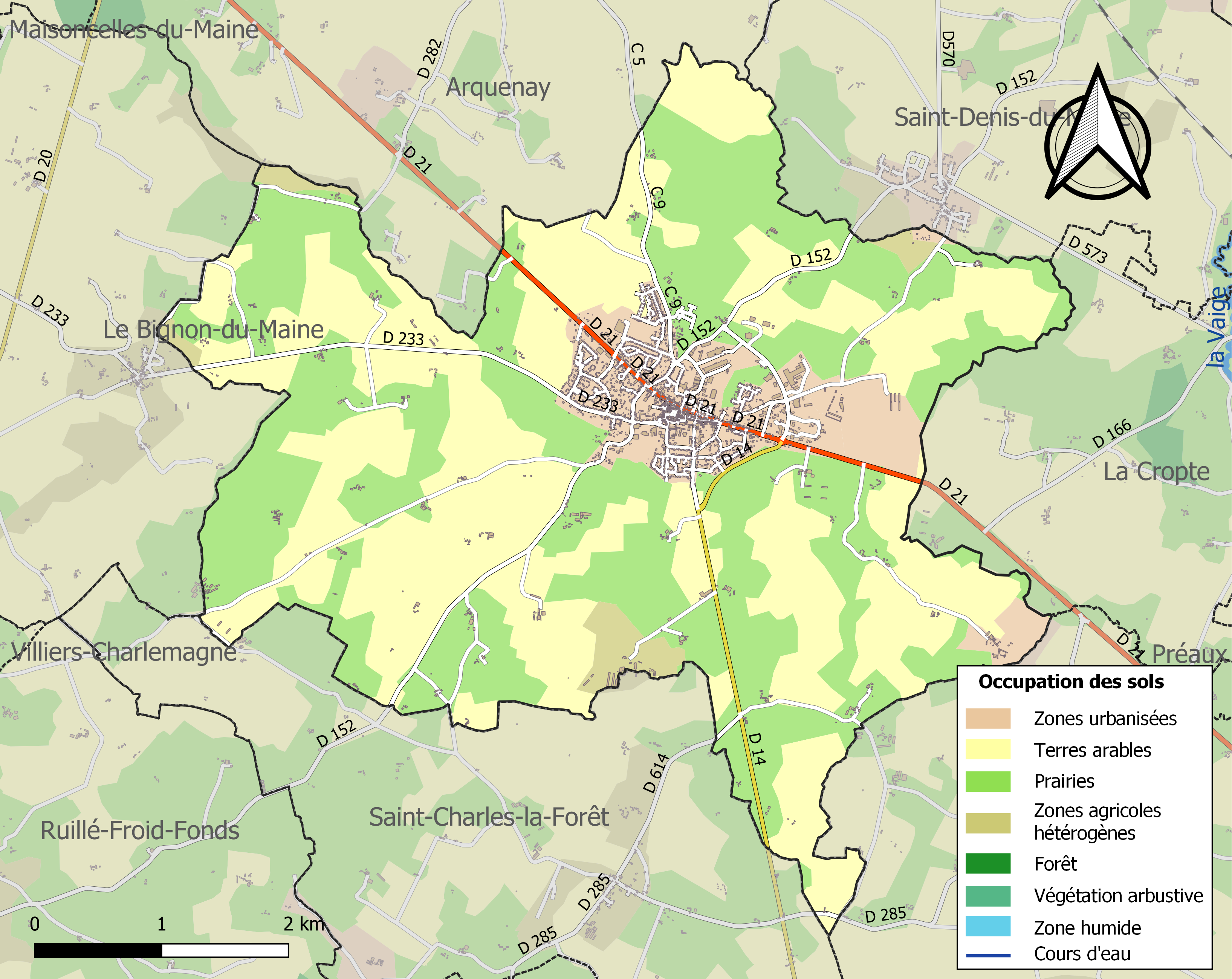
Carte des infrastructures et de l'occupation des sols de la commune en 2018 (CLC).

## Toponymie
Premières mentions de la paroisse dans un document écrit au XIIe siècle de Melleio.
Le nom de la paroisse est basé sur le gallo-roman MESPILU « nèfle », issu du latin mespila (« épine blanche »), suivi du suffixe -ETU servant à désigner un « ensemble de végétaux appartenant à la même espèce » et qui a donné les finales -ey / -et dans la toponymie, parfois orthographié -ay par confusion avec le suffixe -acum locatif. Le sens global est donc « les néfliers » ou « endroit où poussent des nèfles »
Remarque : la variante féminine -ETA a donné le suffixe -aie en français, encore productif, d'où chênaie, fougeraie, etc.
Le gentilé est  Meslinois.

## Histoire

### Préhistoire
Présence d’habitat aux Rochères. Des outils de tradition magdalénienne (17000-10000 av. J.-C.)  ou épipaléolithique (vers 12000 av. J.-C.) ont été découverts : grattoirs sur bout de lame, grattoirs éventails, lamelles et points à dos, et des outils du néolithique (4500-1800 av. J.-C.) (pointes de flèches, poignards). L’essentiel de cette collection se trouve au musée des Sciences de Laval.

### Moyen Âge
En 1129, le comte d’Anjou Geoffroy Plantagenêt assiège Meslay-du-Maine, appartenant alors à Guy IV de Laval, pendant trois semaines. La victoire des Angevins est suivie d’un pillage, du massacre d’une partie de la population, de la destruction des murs et des chaumières du village.
Lors de la guerre de Cent Ans, en 1427, le château de Meslay est brièvement assiégé lors d'une attaque des Anglais de John Falstaf contre les troupes du comte de Laval et de Richemont. Au début de l'année 1434, le château est rasé par les Anglais du comte d'Arundel, lieutenant-général du roi Henry VI. L'occupation du comté de Laval par les Anglais se poursuit jusqu'en 1449.

### Époque moderne
Il existe encore au XVIe siècle une grande forêt au nord de Meslay et Gréez ; sa disparition est marquée par la création en 1683 de la paroisse de Saint-Charles-la-Forêt[réf. nécessaire].
Les plans du clochers sont dessinés en 1629 par Jean Martinet.
Le registre paroissial de Meslay semble commencer en 1668[réf. nécessaire]. Il est brûlé pendant la Révolution.
L’avocat Leclerc, chargé de l’établissement des rôles (pour l’impôt) est violemment pris à partie par les notables locaux en juin 1701[réf. nécessaire]. Le géographe Alexis Hubert Jaillot note en 1721 les relais de postes de Paris à Rennes dont une voie passait par Le Mans, puis Guesselard, puis Malicorne puis Sablé-sur-Sarthe puis Meslay-du-Maine et Laval. On voit encore ce bâtiment à l'angle de la rue de Laval et du boulevard d'Aldingen.

### La Révolution et l'Empire
Le 10 mars 1793, jour du tirage au sort pour l'envoi de soldats à l'armée pour la levée en masse votée par la Convention, des habitants se rassemblent pour s'y opposer et pour s'emparer des armes déposées chez le commandant en second de la garde nationale du canton. Ainsi, certains habitants de Meslay entrent-ils ouvertement dans l'opposition à la République comme 600 communes de l'Ouest de la France le même jour. Le 4 juin, Julien-Simon Duchesne, chirurgien de Meslay, accompagné de dix gardes nationaux de la commune, fait appliquer un arrêté obligeant à fermer les églises de prêtres non constitutionnels. Il fait exécuter l'ordre à Arquenay, Bazougers, Saint-Denis-du-Maine et dans le canton. Le curé de Meslay, Fournier, et le vicaire, Duchemin, refusant de prêter serment à la Constitution civile du clergé, furent déportés à l'île de Jersey. En novembre, les Vendéens de l'armée catholique et royale passent par Meslay en direction de La Flèche, Durtal, Angers lors de la virée de Galerne.
Vers fin janvier 1794, une soixantaine de Républicains repoussent l’incursion d’un détachement chouan dirigé par le capitaine Haller. En février 1796, les chouans de Lechandelier et de Claude-Augustin de Tercier attaquent Meslay. Ils refoulent les soldats républicains dans l'église, mais battent en retraite à l'arrivée des volontaires de Ballée.
L’activité de chouannerie reprend à partir de la mi-août 1799. Un détachement de la troupe cantonné à Meslay revenant de Sablé est attaqué par une quarantaine d'hommes. Le 20 octobre 1799, les chouans reviennent. Les patriotes et soldats se réfugient dans l'ancienne chapelle du Château de Meslay, acquise comme bien national par Duchesne. Il était du nombre des assiégés.
Le 23 janvier 1800, le comte de Bourmont, qui dirige une division de l’armée royaliste de l’Ouest, est attaqué et battu à Meslay par le général républicain Chabot (1757-1837). Bourmont capitule quinze jours plus tard, le 4 février 1800. Le chevalier de La Volvène, lieutenant de Bourmont est tué lors de ce combat.
En novembre 1801 (brumaire an X), la commune devient chef-lieu de canton, nouvelle circonscription administrative créée par le Consulat.

### LeXIXesiècle
Dans les cantons de Meslay et de Grez, on procède vers 1830 aux premiers essais et à la diffusion de la race bovine.

En 1832 a lieu le soulèvement de légitimistes en faveur de la duchesse de Berry, contre le gouvernement de Louis-Philippe d’Orléans. C’est le dernier épisode de la chouannerie dans l’Ouest de la France. 

« Deux engagements suffirent pour disperser tout ce ramassis de paysans… le premier eut lieu le 26 mai, auprès du château de la Vézouzière, en Bouère… Arsène Avril de Pignerolles, maire de Laval au moment de la révolution de juillet [1830] rassembla à son château des Arcis, en Meslay environ deux cents hommes dont une partie étaient fils ou domestiques de ses métayers. La campagne se borna pour lui à faire sa jonction aux débris de la bande de Gaullier au château de la Jupellière, en Maisoncelles… Les chefs de la révolte qui avaient compté sur la défection de la garde nationale dont ils avaient mal jugé l’esprit, sur la masse de la population dont ils n’avaient pas mieux apprécié les dispositions, ces chefs malencontreux venaient de s’apercevoir qu’ils avaient devancé l’ordre, en tout cas que leur soulèvement était un fait isolé. »

Sont présents à Meslay en 1844 une cure, un bâtiment d'enregistrement, une perception, un notaire, une brigade de gendarmerie, un relais de poste, un gîte d'étape. Le marché a lieu le jeudi. Plusieurs foires sont organisées dans l'année : le premier samedi après Pâques, les 8 et 30 mai, 26 octobre et le premier vendredi de chaque mois. L'activité économique est notamment constituée de la faïencerie et la poterie, la tannerie et mines de fer.
En 1848, une enquête parlementaire sur le travail constate 85 % d’agriculteurs dans le canton de Meslay, composés pour l'industrie agricole de 8 000 hommes, 4 000 femmes, 1 000 enfants de moins de 16 ans. Dans les mines travaillent 640 hommes, les fours à chaux, 550 hommes et dans les autres activités 700 hommes et 400 femmes. Deux mines à charbon de terre sont actives et trente fourneaux à chaux. Une aisance satisfaisante pour les ouvriers agricoles est constatée, avec peu d’indigence. La somme nécessaire pour vivre pour un ouvrier s'élève à 300 F/an, à 400 F/an avec une femme et deux enfants. Le salaire d'un ouvrier agricole à Meslay est de 1 F/jour sans la nourriture. Dans les mines, un ouvrier à la pose gagne 1,25 F/jour (8 heures de travail) et à la pièce (2,50 à 3 F/jour). Sur cent individus, hommes ou femmes, vingt savent lire et écrire, ce chiffre progressant depuis quelques années. La situation est convenable du point de vue de l’habitat, de la nourriture, du vêtement.
La commune compte des mines d’anthracite depuis le XIXe siècle jusqu'en 1978. En 1848, les mineurs de Meslay gagnaient bien leur vie, étant payés 3 F/jour.
Les idées socialistes sont diffusées dans le canton de Meslay et de dans celui de Sainte-Suzanne, parmi les artisans, par René Pilard, menuisier à Saulges. Acquis aux idées de Cabet, il diffuse le Catéchisme des socialistes, ouvrage de Louis Blanc. Condamné à quatre ans d’internement en Vendée après le coup d’état de Louis-Napoléon Bonaparte en 1851, peut-être déporté en Algérie en 1852.
Un corps de sapeurs-pompiers est créé en 1864.
Les 14 et 15 janvier 1871, l’artillerie du général de Curten (un détachement de la 2e armée de la Loire) passe à Meslay, en faisant retraite vers Laval. Le 15 janvier, l’amiral est à Laval ; le général de Curten après un accrochage sérieux à Saint-Jean-sur-Erve fait retraiter son infanterie sur Laval où il arrive le 16 janvier. Les troupes françaises évacuent Meslay vers le 20 janvier.
L'harmonie Sainte-Cécile est créée en 1874. La voie ferrée et la gare sont construites vers 1880. Un terrain considéré comme un hippodrome est signalé en 1896 dans les sources. L'actuel hippodrome est construit dans les années 1930.

### LeXXesiècle
Un réseau téléphonique et un circuit Meslay-Laval, financé par la chambre de commerce de Laval (avance à l’État, 11 750 FRF (52 605,34 EUR2023)), sont établis. Les intérêts sont payés par la commune (délibération du conseil municipal du 7 avril 1905).
Lors de la Première Guerre mondiale, Meslay accueille des réfugiés du département du Nord, comme d’autres communes de la Mayenne (Laval, Mézangers, Chammes, Parné-sur-Roc, etc.)
Au début de la Seconde Guerre mondiale, dans le camp de Meslay-du-Maine sont internés des civils allemands et autrichiens à partir de la déclaration de guerre en 1939 jusqu'à juin 1940 : il s’agit d’intellectuels, d’artistes, d’hommes d’affaires, de juifs, de résistants aux régime nazi, plus de 2 000 prisonniers, surtout des hommes, provenant de la région parisienne, arrêtés en raison de leur nationalité. Devant l’avance allemande, le camp est évacué le 17 juin 1940 et les prisonniers sont déplacés vers Angers, puis vers Albi. Certains sont libérés, d’autres sont remis aux autorités allemandes. Début juin, les internés du camp de Forcalquier, annexe du camp des Milles, sont envoyés à Meslay-du-Maine pour y être employés comme main-d'œuvre de guerre.
Une section de résistants est organisée en 1942 à Meslay par le réseau Libération-Nord du Groupe de résistance de Château-Gontier. Elle a pour chef Camus. Le 1er juillet 1944, un parachutage est attendu à Saint-Charles-la-Forêt (avec pour code radio "Avez-vous le mal de mer", deux fois) avec les groupes de Meslay, Bouère, Château-Gontier, mais, se retrouvant pris entre deux colonnes allemandes, ils doivent se replier. L'ennemi fait un prisonnier et de nombreuses bicyclettes sont abandonnées. Début juillet, les groupes de Meslay et Bierné accompagnés par les chefs Ollivault de Bouère et Legrand de Parné doivent recevoir un parachutage. Au dernier moment ils s'aperçoivent qu'une rampe de lancement allemande est installée sur la commune du Bignon-du-Maine à 1 500 m du terrain prévu. Après avoir prévenu les avions par signaux le parachutage est annulé. Fin juillet, entre Laval et Sablé, un convoi allemand est attaqué par les groupes de Meslay et Bouère. Un camion est détruit, des Allemands sont brûlés, une grande partie de l'essence est récupérée.
En 1963, le club de football de Meslay est créé. La commune adhère au Pays du Sud-Est mayennais (devenu Pays de Meslay-Grez) en 1976 : dix-sept communes et 9 200 habitants à l’époque.

## Héraldique
| Armes de Meslay-du-Maine | Les armes de la commune se blasonnent ainsi[réf. nécessaire] : Coupé de gueules au léopard d'or et d'azur à la coupe fermée d'or. |

## Politique et administration

### Administration municipale
| Période                                  | Période                    | Identité                   | Étiquette | Qualité                                                         |
| ---------------------------------------- | -------------------------- | -------------------------- | --------- | --------------------------------------------------------------- |
| Les données manquantes sont à compléter. |                            |                            |           |                                                                 |
| 1798                                     |                            | Jean Chauvet               |           |                                                                 |
| 1800                                     | 1813                       | François Verger            |           |                                                                 |
| 1816                                     | 1829                       | Arsène Avril de Pignerolle |           |                                                                 |
| 1830                                     | 1851                       | Constant Le Bailleul       |           | Agriculteur Conseiller général de Meslay-du-Maine (1833 → 1842) |
| 1851                                     | 1866                       | Philippe Bruneau-Miré      |           |                                                                 |
| 1866                                     | 1879                       | René-Théodore Touchard     |           | Notaire                                                         |
| 1879                                     | ca. 1907                   | Alexandre Chaudet          |           |                                                                 |
| 1908                                     |                            | M. Butault                 |           |                                                                 |
| Les données manquantes sont à compléter. |                            |                            |           |                                                                 |
| ca. 1935                                 | 1947                       | Louis Guilloux             |           |                                                                 |
| 1947                                     | mars 1965                  | Gabriel Turquet            |           | Notaire                                                         |
| mars 1965                                | mars 1971                  | Dr Georges Lasserre        | DVD       | Médecin Conseiller général de Meslay-du-Maine (1964 → 1970)     |
| mars 1971                                | juin 1987 (démission)      | Jacques Paillard           |           | Herbager                                                        |
| juin 1987                                | juin 1991 (décès)          | André Pelourdeau           |           | Retraité                                                        |
| juillet 1991                             | mars 2008                  | André Bourdais             | DVD       | Enseignant retraité                                             |
| mars 2008                                | mars 2014                  | Patrick Le Roux            | DVD       | Directeur de Mayenne Habitat                                    |
| mars 2014                                | septembre 2017 (démission) | Noëlle Launay              | DVD       | Secrétaire comptable                                            |
| décembre 2017                            | mai 2020                   | Jean-Marc Poulain          | DVD       | Cadre de banque                                                 |
| mai 2020                                 | En cours                   | Christian Boulay           | DVD       | Retraité                                                        |

Le conseil municipal est composé de vingt-trois membres dont le maire et cinq adjoints.

### Écoles
- École maternelle Fratellini.
- École primaine René-Cassin.
- Collège Maurice-Genevoix.
- Ensemble scolaire privé Notre-Dame

## Démographie
L'évolution du nombre d'habitants est connue à travers les recensements de la population effectués dans la commune depuis 1793. Pour les communes de moins de 10 000 habitants, une enquête de recensement portant sur toute la population est réalisée tous les cinq ans, les populations de référence des années intermédiaires étant quant à elles estimées par interpolation ou extrapolation. Pour la commune, le premier recensement exhaustif entrant dans le cadre du nouveau dispositif a été réalisé en 2004.
En 2022, la commune comptait 2 784 habitants, en évolution de −4,26 % par rapport à 2016 (Mayenne : −0,73 %, France hors Mayotte : +2,11 %).
| 1793  | 1800  | 1806  | 1821  | 1831  | 1836  | 1841  | 1846  | 1851  |
| ----- | ----- | ----- | ----- | ----- | ----- | ----- | ----- | ----- |
| 1 274 | 1 145 | 1 345 | 1 496 | 1 506 | 1 567 | 1 596 | 1 646 | 1 693 |

| 1856  | 1861  | 1866  | 1872  | 1876  | 1881  | 1886  | 1891  | 1896  |
| ----- | ----- | ----- | ----- | ----- | ----- | ----- | ----- | ----- |
| 1 785 | 1 783 | 1 762 | 1 787 | 1 883 | 1 804 | 1 837 | 1 819 | 1 786 |

| 1901  | 1906  | 1911  | 1921  | 1926  | 1931  | 1936  | 1946  | 1954  |
| ----- | ----- | ----- | ----- | ----- | ----- | ----- | ----- | ----- |
| 1 697 | 1 636 | 1 712 | 1 652 | 1 670 | 1 625 | 1 638 | 1 825 | 1 678 |

| 1962  | 1968  | 1975  | 1982  | 1990  | 1999  | 2004  | 2006  | 2009  |
| ----- | ----- | ----- | ----- | ----- | ----- | ----- | ----- | ----- |
| 1 693 | 1 676 | 1 981 | 2 201 | 2 418 | 2 612 | 2 670 | 2 645 | 2 726 |

| 2014  | 2019  | 2022  | - | - | - | - | - | - |
| ----- | ----- | ----- | - | - | - | - | - | - |
| 2 817 | 2 808 | 2 784 | - | - | - | - | - | - |

## Enseignement
Il y a une école maternelle et primaire située sur la commune, ainsi qu'un collège.

## Activité et manifestations

### Sports
L'Association sportive de Meslay-du-Maine fait évoluer une équipe de football en ligue du Maine et deux autres en divisions de district.

### Manifestations
- Festival de jazz (annuel, la semaine de l'Ascension, du mardi soir au samedi soir). En 1998, la première édition du Festival des ateliers jazz du pays Meslay-Grez, accueille des ateliers de jazz de la Mayenne en première partie de musiciens de jazz locaux, nationaux ou internationaux professionnels.
- Tournoi de football et de pétanque se déroulent chaque année au complexe sportif.

## Jumelages
- Remseck am Neckar (Allemagne) depuis 1974 (voir (de) l'article en allemand).

## Économie
Les entreprises installées dans la zone industrielle du Fresne sont :
- la Sotira, une usine spécialisée dans la construction de pièces automobiles, sous-traitant pour des constructeurs tels que Lotus, Jaguar et Aston Martin ;
- la fromagerie.

## Culture locale et patrimoine

### Lieux et monuments

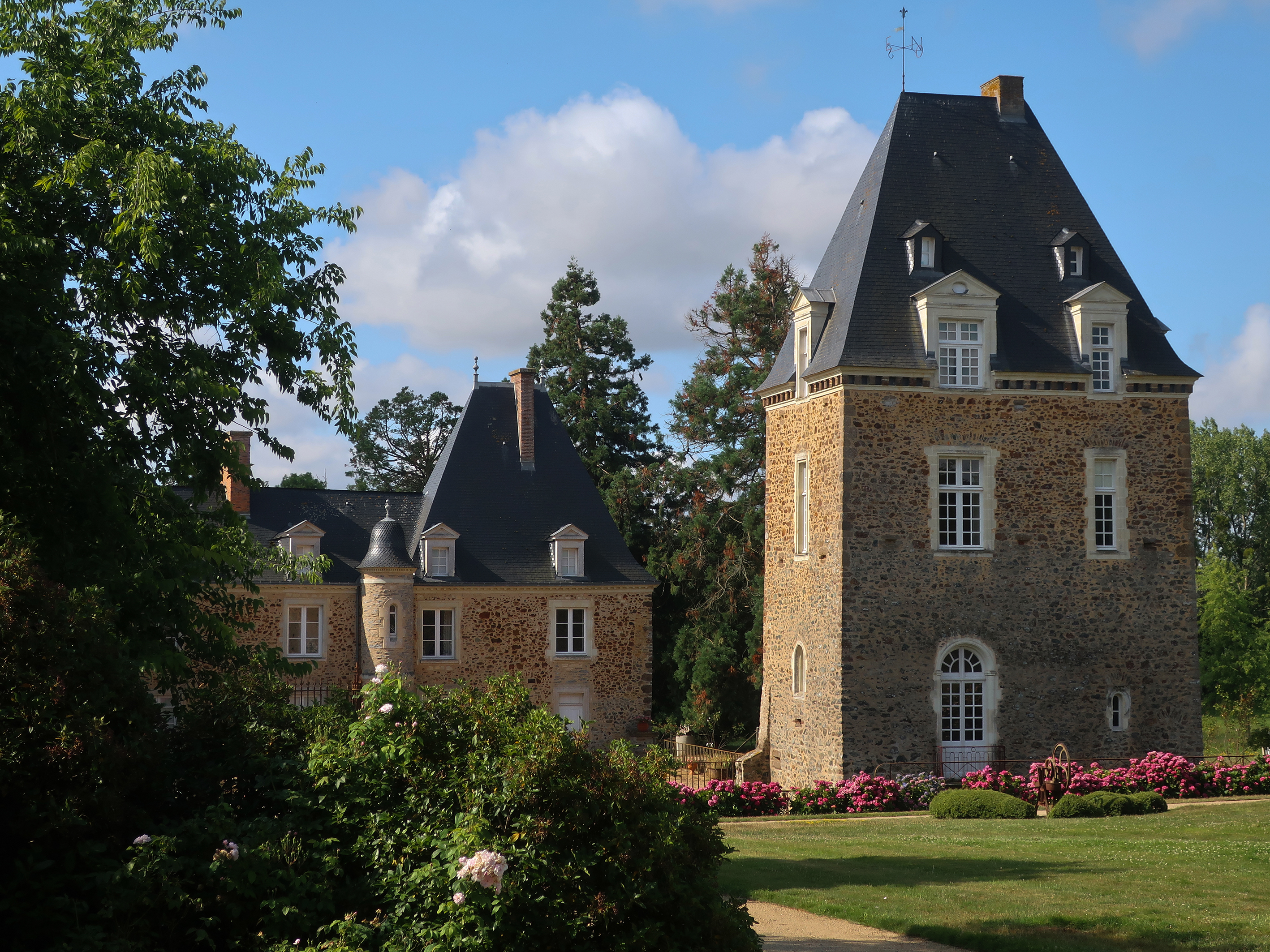
Le château des Arcis

- Église Saint-Pierre : romane. Une cloche du XVIe siècle est classée à titre d'objet aux Monuments historiques[51].
- Chapelle Notre-Dame de Saubert du XIXe siècle.
- Hippodrome de la Bretonnière.
- Base de loisirs de la Chesnaie.
- Château des Arcis (XVIe siècle), inscrit au titre des Monuments historiques depuis le 28 février 2006[52].
- Château des Rochères (XIXe siècle)
- Château de la Touche

### Personnalités liées à la commune
- Jean Martinet : il donne les plans du clocher église de Meslay en 1629, après avoir travaillé l’année précédente à Craon[53].
- Guy Motain ou Motais, né à Meslay dans la première moitié du XVIe siècle, défricheur. En 1653, il fait partie des premiers émigrants vers Ville-Marie, l’actuelle ville de Montréal (Québec), fondée en 1642 par Paul Chomedey de Maisonneuve. Les Français ne s’y installent vraiment qu’à partir de 1642. De 1651 à 1653, Paul Chomedey de Maisonneuve, le gouverneur de Ville-Marie, est à La Flèche, dans la Sarthe, où il tente de recruter 200 colons pour renforcer la colonie. L'opération est financée par un don de 42 000 livres de Mme de Bouillon. Chaque recrue potentielle se voit offrir un contrat de cinq ans avec un salaire variant de 50 à 200 livres par an, dépendant de sa profession et reçoit une avance de salaire d'un an. Maisonneuve ne réussit qu'à recruter 115 engagés (102 hommes et 10 ou 15 femmes) qui s'embarquèrent le 20 juin 1653 sur le Saint-Nicolas-de-Nantes dans le port de Saint-Nazaire. Guy Motain s’est engagé à La Flèche devant le notaire La Fousse le 11 mai 1653. 10 engagés périrent pendant le voyage, parmi lesquels peut-être Guy Motain, dont on ne trouve pas trace en Nouvelle-France après l’arrivée[54].
- François Dampousse, contrebandier du sel, né à Meslay. Condamné en 1771, libéré du bagne de Brest en 1777[55].
- Arsène Avril de Pignerolles (1745, mort au château des Arcis en 1815)[réf. nécessaire].
- Arsène II Marie Avril de Pignerolle (1786-1834), homme politique.
- Julien-Simon Duchesne (1764-1825), chirurgien, révolutionnaire.
- Les frères Corbin (début XIXe siècle) : trois frères chouans de Meslay-du-Maine. Jugés en 1819 pour avoir tué un partisan armé de Napoléon pendant les Cent-Jours. Encore emprisonnés à Laval en mai 1819[56].
- Alexandre Cornevin (1806-1876), né à Meslay, auteur de marqueteries sur chêne[réf. nécessaire].
- Charles Marcel Avril de Pignerolles (Angers vers 1815-1893) : peintre, élève de Léon Cogniet (1794-1880). D'abord élève à l'école militaire de Saint-Cyr, il commence une carrière d'officier. Fidèle à Charles X, il démissionne de l’armée après la Révolution de 1830 et prend part avec son oncle à l’insurrection de 1832. Il hérite de son oncle du château des Arcis et s'adonne à sa passion, la peinture[57].
- Pierre André Puissant (1834 à Meslay-du-Maine - 1896), religieux et botaniste
- Adrien-Charles Launay (1853 à Meslay-du-Maine - 1927), religieux et historien
- Emmanuel Pottier (1864 - 1921), photographe né à Meslay. Ses œuvres se trouvent au musée d'Orsay : Ouvriers dans un tunnel (1906), au musée Carnavalet et à la Bibliothèque historique de la ville de Paris.
- Marcel Rubin (1905-1995), compositeur de musique contemporaine. Il compose au camp de Meslay des mélodies, les Quatre Ballades de François, le « Dachau-Lied (de) »[58].
- MM. Camus et Claude Baissac. Résistants pendant la Seconde Guerre mondiale, ils organisent des parachutages dans la région de Meslay et de Château-Gontier[59].
- Georges Morand (1900 à Meslay-du-Maine - 1977), homme politique.
- Philippe Médard (1959-2017), international de handball français, médaillé de bronze aux Jeux olympiques de Barcelone, y est né.